# Euforia (estado)

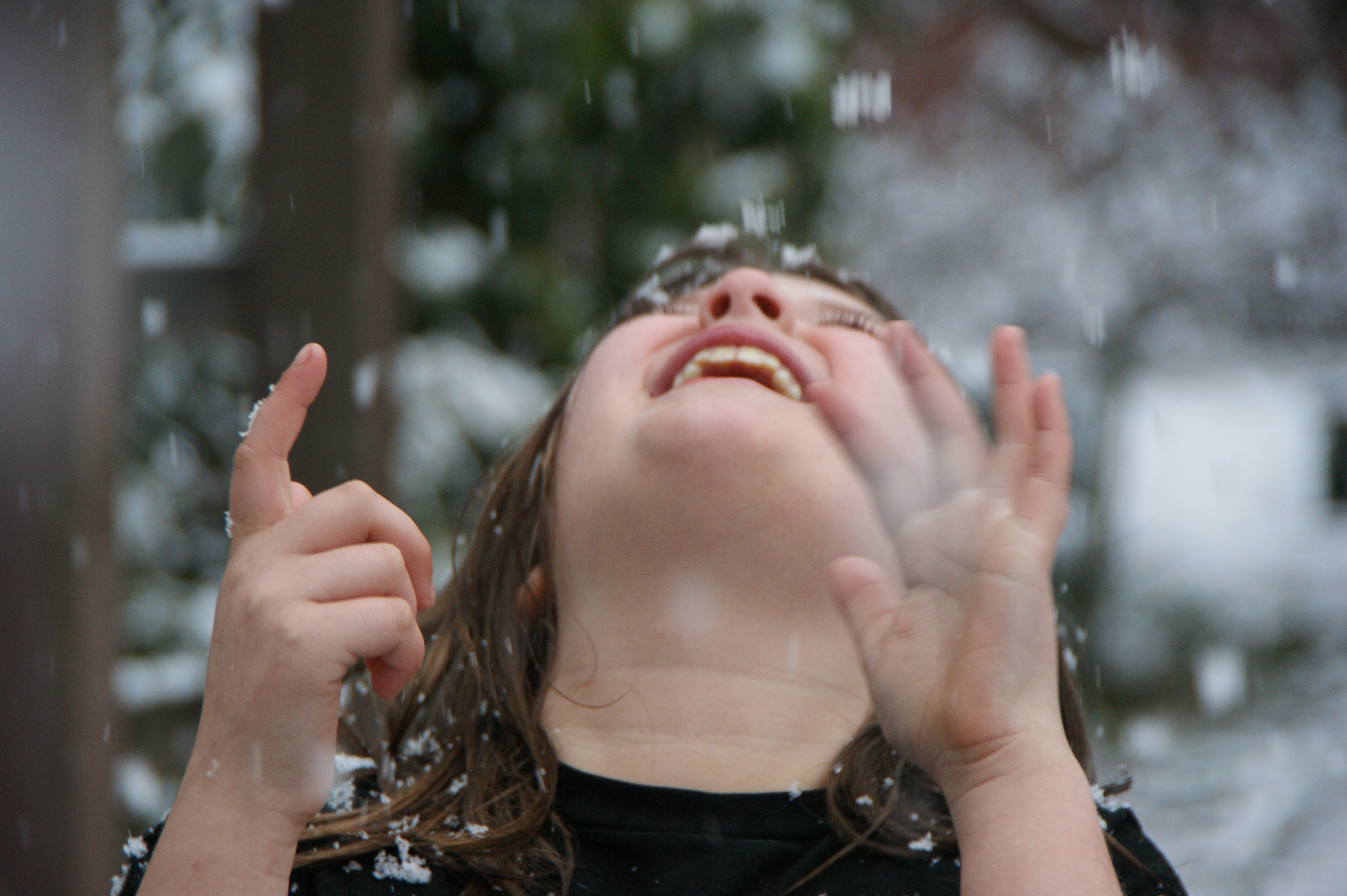
En los humanos, la euforia puede inducir a un estado intenso de felicidad.

La euforia (del griego antiguo εὐφορία, que significa "fuerza para soportar") está médicamente reconocida como un  estado mental y emocional en el que una persona experimenta sentimientos intensos de bienestar, felicidad, excitación y júbilo. Técnicamente la euforia puede considerarse como un afecto, pero coloquialmente se usa para definir la emoción como un estado intenso de felicidad trascendente con una sensación inmensa de satisfacción.
La sensación de euforia puede ser estimulada por la adrenalina.
El uso más habitual del concepto, de todos modos, está asociado a la sensación de bienestar. La euforia puede alcanzarse gracias a una gran alegría, una emoción positiva o, tener un orgasmo, incluso, mediante la toma de algún tipo de droga o medicamento. La euforia inducida por químicos tiene efectos colaterales y generalmente no resulta positiva para el sujeto. La euforia injustificada o inducida por fármacos como los antidepresivos, puede o suele ser un síntoma característico de un episodio maníaco o hipomaníaco en personas que padecen trastorno bipolar, un trastorno psiquiátrico englobado dentro de los desórdenes del estado de ánimo.